# Забзалюк, Роман Емельянович
Роман Емельянович Забзалюк (укр. Роман Омелянович Забзалюк; 18 июля 1960, Львов, УССР, СССР — 9 октября 2018) — украинский политический деятель. Народный депутат Украины. Был членом Президиума Политического совета партии Всеукраинское объединение «Батькивщина», возглавлял Николаевскую областную организацию и Центральную контрольно-ревизионную комиссию.

## Образование
В 1977—1981 годах учился во Львовском высшем военно-политическом училище.

## Карьера
1981—1993 годы — служба на офицерских должностях в вооруженных силах. Участник боевых действий в Афганистане. 1985—1986 годы — заместитель командира отдельной разведывательной роты специального назначения, был ранен. Уволился из Вооруженных Сил в декабре 1993 года в Николаеве в звании майора. Обладает коричневым поясом по рукопашному бою. 1995 — основатель Николаевской областной организации «Южнобугская казацкая паланка». Подполковник запаса.
После увольнения из Вооруженных сил Украины в 1994 году Р. Е. Забзалюк начал свою общественно-общественную деятельность по молодёжным патриотически-спортивным организациям Николаевской области. В частности, он — основатель молодёжного объединения «Интернационалист», основатель спортивного клуба «Молодёжный», ДНД «Каскад». С 1995 года основатель и активный участник областной общественной организации «Юго-Бугская казацкая паланка». В этом же году на учредительном собрании левых сил в Николаеве избран Председателем Совета Николаевского областного отделения Всеукраинской общественной организации "Союз миролюбивым сил «Батькивщина», которое в период 1998—1999 годов реорганизовалось в Николаевскую областную партийную организацию Всеукраинского объединения «Батькивщина». В партии с первых дней её образования. В 1999 году Роман Забзалюк избирается в состав Президиума Политического совета партии, а в дальнейшем в состав Политсовета и ЦКРК партии ВО «Батькивщина». 14 июля 2009 на IX съезде избран Председателем Центральной контрольно-ревизионной комиссии.
В июле 1999 года организовал и провел в городе Николаеве учредительную областную конференцию, на которой были избраны делегаты на первый съезд партии «Батькивщина». Делегат всех партийных и межпартийных съездов. Бессменный лидер Николаевской областной парторганизации ВО «Батькивщина». Неоднократно награждён наградами и грамотами лидера партии, и Президиума Политсовета партии.
За период 2001—2007 годов избирался на должности председателя областного Комитета Форума национального спасения, Фронта национального спасения. Неоднократно возглавлял Николаевский областной избирательный штаб "БЮТ — «Батькивщина». Каждые избирательные кампании в области добавляли ощутимое количество голосов избирателей в пользу «Батькивщины» и её лидера Юлии Тимошенко.
Непосредственный организатор и участник в Николаевской области общенациональных акций «Украина без Кучмы!», «Восстань, Украина!». Вместе с прогрессивным активом области организовал в городе Николаеве проведения публичного народного трибунала над Кучмой. Во время протестных акций в Киеве возглавлял областную делегацию, до последнего защищала территорию свободы от Кучмы — палаточный городок на ул. Шелковичной — Банковой возле АП. Именно тогда батраки Кучмы зверски расправились с защитниками палаточного городка, задержав более 18 представителей от Николаевской области, в том числе и руководителя делегации.
В 2004 году во время выборов Президента Украины был рекомендован партии как доверенное лица кандидата на пост Президента Виктора Ющенко и возглавлял один из окружных избирательных штабов.
В период 2001—2005 годов одновременно исполнял обязанности помощника-консультанта народных депутатов Украины фракции «Батькивщина», в том числе Юлии Тимошенко.
В 2005 году, на внеочередных выборах был избран депутатом Николаевского областного совета по одномандатному избирательному округу № 22. В этом же году назначен на должность начальника Главного управления по вопросам чрезвычайных ситуаций и по делам защиты населения от последствий Чернобыльской катастрофы Николаевской ОГА и советника Премьер-министра Украины Юлии Тимошенко, а после отставки правительства Юлии Тимошенко — по собственному желанию сложил с себя полномочия.
В 2006 году возглавил как полевой командир палаточный городок возле Верховной Рады Украины в формате всеукраинской акции «Верховной измене — нет», с требованиями немедленного роспуска Верховной Рады. В 2011 году возглавил партийную делегацию и действующие палатки от области в протестном палаточном городке возле Печерского суда с требованиями «Режим руки прочь от Тимошенко! Юле волю!»
Роман Забзалюк — основатель и соредактор областной газеты «Наша Батькивщина» (образована в 2001 году), сайта областной партийной организации, автор более трех тысяч статей и комментариев к политическим событиям в области и стране, за время общественно-политической деятельности выступил более 1700 раз в передачах региональных и центральных СМИ.
Народный депутат Украины 5, 6 и 7 созывов, председатель подкомитета Комитета Верховной Рады Украины по вопросам борьбы с организованной преступностью и коррупцией. Непосредственный участник антикоррупционного розслидквання проведенного партией ВО «Батькивщина», направленного на разоблачение коррупционных схем пропрезидентского большинства подкупа депутатов и образования «тушек» в Верховной Раде Украины.
3 декабря 2013 года во время Евромайдана Забзалюк сообщил о сложении депутатского мандата в связи с несогласием со сложившейся политической ситуацией в стране, заявив при этом, что «Причина в том, что я вижу, что отдельные представители политических сил — как с одной стороны, так и с другой — толкают страну, фактически, на прямую конфронтацию, и на кровопролитие». Однако позже он отозвал из Верховной рады своё заявление о сложении депутатских полномочий.
16 января 2014 года Роман Забзалюк был исключён из состава фракции ВО «Батькивщина». Комментируя исключение он заявил: «Этот человек [Арсений Яценюк] заболел нарциссизмом, он видит только себя и не может работать в команде. Примером этого являются неоднократные исключения из фракции людей, которые посмели высказывать на его точку зрения свои обособленные мнения, обращать внимание на ошибки, которых господин Яценюк наделал предостаточно». «Я сделал заявление о недопустимости использования господином Яценюком Майдана в качестве шоу. Потому что это было похоже на какой-то сериал „Гарри Поттер — принц полукровка“. Я настаивал на том, что надо поддерживать Майдан, но предупреждал, что ни при каких обстоятельствах нельзя давать захватывать помещения».

## Награды
Награждён Орденом Красной Звезды. Также за активную общественно-политическую деятельность отмечен высокими государственными наградами: орденом «За заслуги» III степени от Президента Украины, знаком «За борьбу с коррупцией и организованной преступностью» от Службы безопасности Украины, знаком «Закон и Честь» от Министерства внутренних дел Украины, отличием «За доблесть и честь» I степени от ГУБОП МВД Украины, а также за активную общественную деятельность Украинская Православная Церковь наградила Р. Е. Забзалюка орденом Владимира Великого III степени и орденом Святого Николая Чудотворца.